# 袱紗挟み

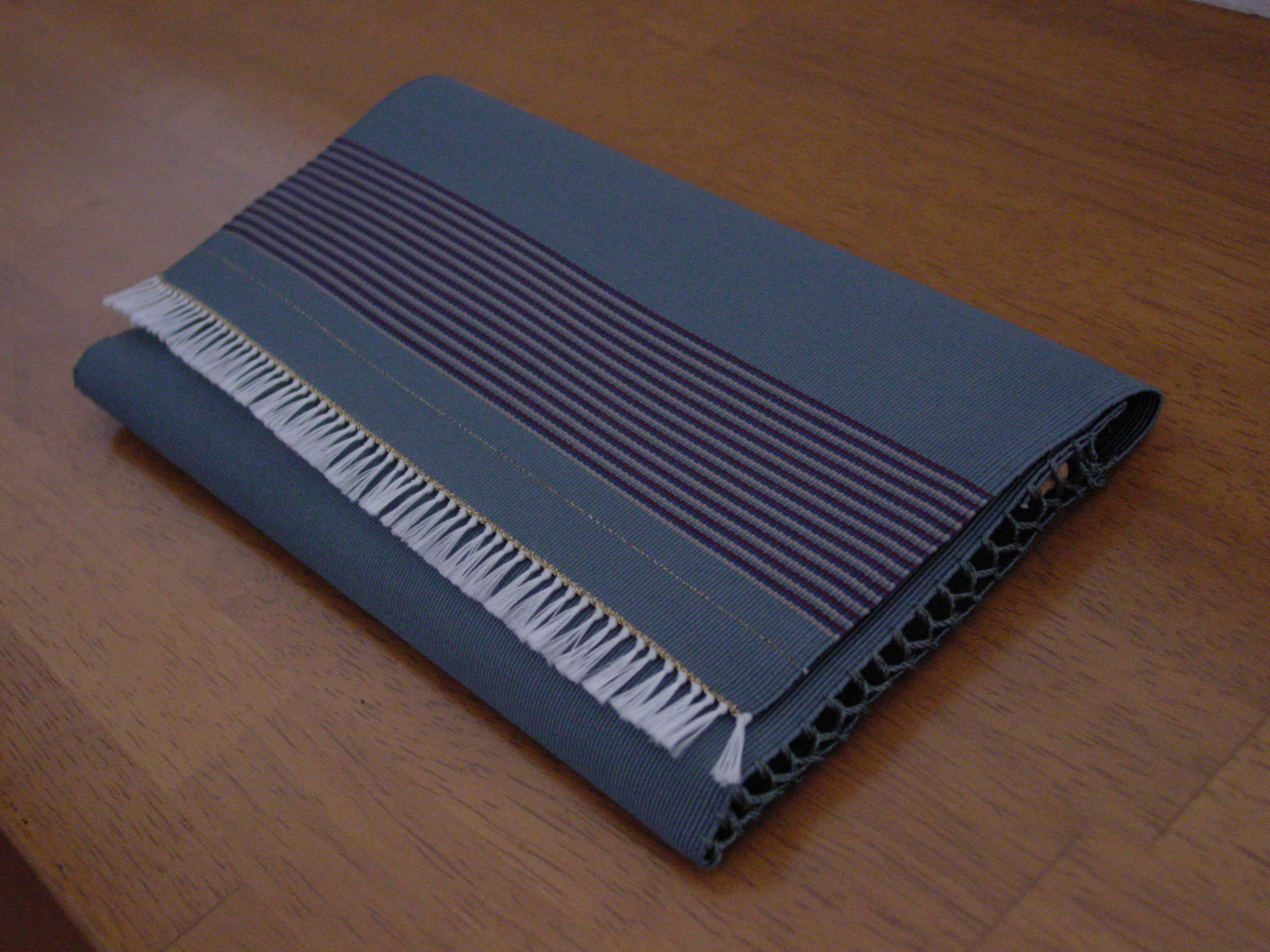
袱紗挟み（男性用）

帛紗挟み（ふくさばさみ）または懐紙入れ（かいしいれ）とは、茶道の稽古や茶席において必要となる小物を一まとめに入れて携帯する袋の総称である。茶道具以外に化粧用品やチケットなどを入れてポーチ代わりとしての用途も見られる。
帛紗挟みは比較的小ぶりの物を指し、三つ折り・つづれ・二つ折り（利休型）などに分類されるが、いずれも用途は同じである。男性用がやや大ぶりで寒色系、女性用がやや小ぶりで暖色系などの違いはあるが、形や使い方の違いはほとんどない。

## 中身

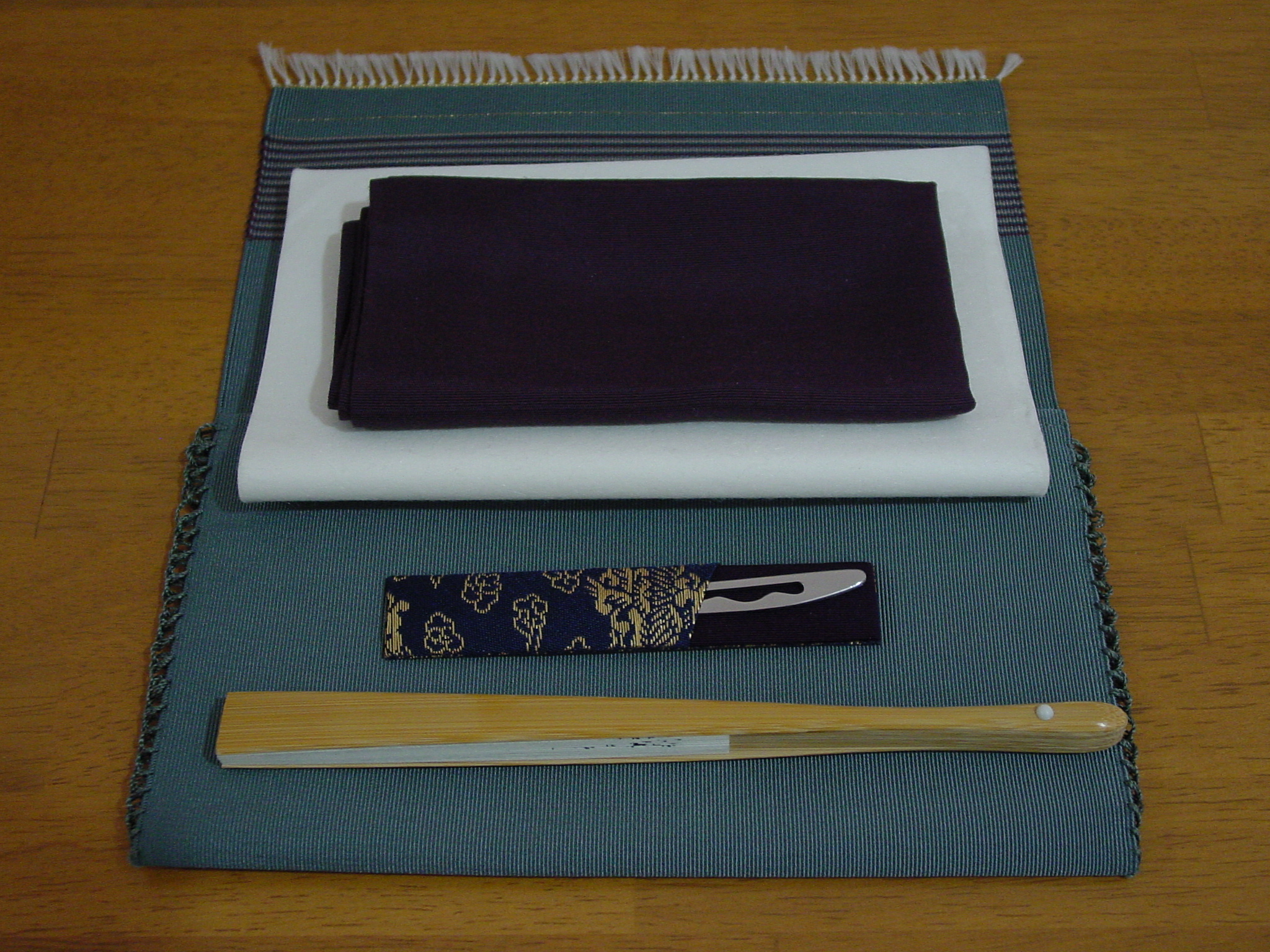
内容物の一例

### 袱紗
帛紗とも表記。茶席において茶杓などの茶道具を清めたりする場合に用いる布。使い袱紗とも呼ばれる。客側であれば袱紗が必要になることはあまりないが、流派によっては茶器の拝見の際などに使われる場合もある。
一般の冠婚葬祭に使用する袱紗とは種類が異なる。男性用・女性用で色が違い、男性は紫、女性は朱・赤を用いる。柄物などは流派によって扱いが違い、厳しく制限されている場合と、まったく問題とならない場合とがある。大きさは男性用・女性用ともに同じ。材質は正絹・木綿・化繊など様々である。

### 古袱紗
茶器の拝見や点て出しの際に用いる。表千家では使われない。

### 扇子
茶道用の扇子。一般の扇子よりはやや小ぶりで、茶扇子とも呼ばれる。扇ぐためのものではなく、亭主と客の間、あるいは客同士の間の結界として挨拶のときに用いる。
色は黒の塗り生地、竹の白生地など。塗り生地の扇子は一般に中・上級者向けであるとされており、初心者は白生地を用いることが多い。また、寸法は男性用が大ぶりで女性用が小ぶりではあるが、流派によってまちまちである。そのため、稽古用として購入する場合はどの流派用かをきちんと伝える必要がある。ただし、他流の茶会などへ招かれたときに自流の扇子を使うことは失礼に当たらないとされている。
毎年新年には勅題やその年の干支をあしらった扇子が発売される。

### 懐紙
茶席でさまざまな用途に用いる和紙である。
和装の場合、茶席内では袱紗・古袱紗とともに懐に入れておく。洋装などの場合はそのまま茶席に持ち込む。男性用・女性用で大きさに差がある。

### 楊枝
主菓子が出された際に使用する菓子切り。ステンレス製がよく用いられる。
持ち合わせがない場合は、受付などに申し出れば黒文字を用意してもらえることがある。

### 小茶巾
裏千家の濃茶席において、飲んだ後の茶碗の飲み口を清めるために用いる小布。紙製のもの（紙小茶巾）もある。
濃茶席がなければ不要。また、表千家では普通の懐紙を使用する。

### 残菜入れ
懐石の際、食べ残しを入れて持ち帰るための袋。携帯時は小さくたたんでおき、使用する際に広げて箱状にする。懐石のない茶席であれば不要。

## 数寄屋袋
袱紗挟みよりさらに一回り大きな袋物として数寄屋袋（すきやぶくろ）がある。替えの足袋をしまっておいたり、袱紗挟みをそのまま入れたりすることもできる大きさである。袱紗挟みの代用として使うことも可能。